# Takaka Hill

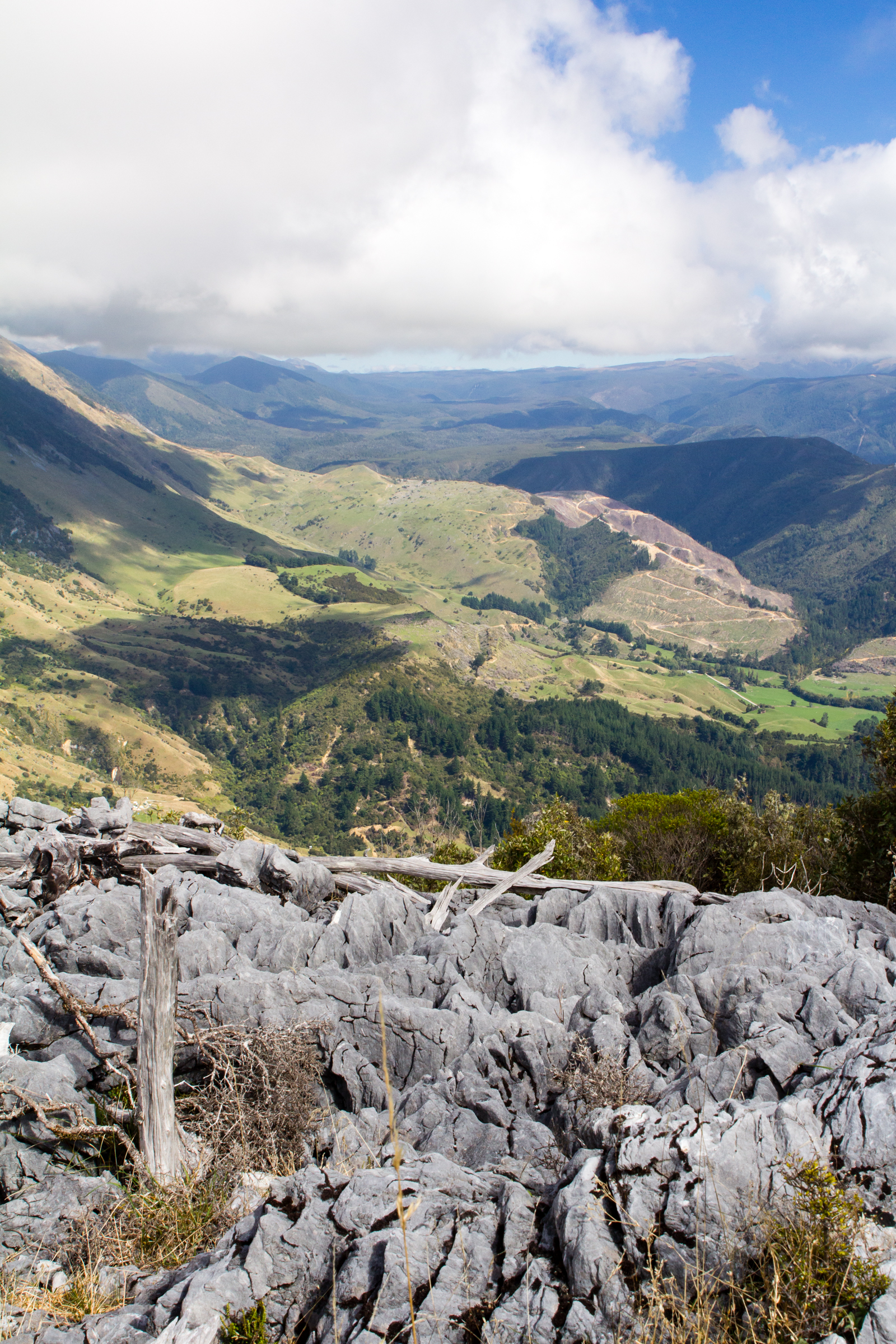
Blick vom Takaka Hill Wanderpfad zum oberen Tal des Tākaka River

Takaka Hill ist ein Berggebiet im Nordwesten der Südinsel Neuseelands. Der aus Marmor bestehende Berg ist in zahlreiche skurrile Formen verwittert und ist ein typisches Karstgebiet mit den dafür typischen Dolinen.
Die einzige über den Berg führende Straße windet sich entlang des Tales des Tākaka River nach Nordwesten und entlang des Tales des Riuwaka River nach Südosten an den Hängen entlang.
Der Berg erreicht eine Höhe von 760 m. Er isoliert die Küstengemeinden der Golden Bay / Mohua von der bevölkerungsreicheren Tasman Bay / Te Tai-o-Aorere im Südosten und vom Rest der Südinsel.
Takaka Hill ist für seinen Marmorabbau und zahlreiche Höhlen bekannt, darunter
- die öffentlich zugängliche Ngarua Cave‚ in denen Ablagerungen von Moa-Knochen zu sehen sind
- Harwood Hole, eine Zeit lang mit 357 m die tiefste Höhle Neuseelands, heute auf Platz 13 der Rangliste der tiefsten Höhlen Neuseelands
- Legless  auf Platz 12 der längsten Höhlen mit 362 m
- Perseverance Cave 315 m tief (Platz 17)
- Ed's Cellar, 259 m (Platz 22)
- Canaan Downs Cave, 245 m (Platz 23)
- Summit Tomo 243 m (Platz 26)
- das Greenlink-System  im Takaka Hill belegt mit 5228 m den Platz 14 der längsten Höhlen Neuseelands.

Der Takaka Hill wurde – wie viele andere Gebiete in und um die Golden Bay – für Filmaufnahmen zur Trilogie Der Herr der Ringe genutzt.